# Shunyi olympiske ro- og kajakstadion
Shunyi olympiske ro- og kajakstadion er et stadion, der er bygget med hensigt på roning, kano og kajak og 
langdistancesvømning under de Olympiske Lege 2008. Det ligger i Mapo i Shunyi, der et distrikt i Beijing.

## Detaljer
- Tildækket areal: 318 500 m²
- Faste siddepladser: 1 200
- Midlertidige siddepladser: 25 800 (inklusive 10000 stående)
- Byggeri start: Første halvdel af 2005
- Byggeri slut: 28 juli 2007 [1]